# Kudashev
La serie Kudashev corresponden a diversos tipos de aviones construidos como prototipos a lo largo de la carrera del pionero en aviación Kudashev Alexander Sergeevich, dichos aviones fueron los primeros aviones maniobrables del imperio Ruso. Fueron expuestos por primera vez durante la semana de la aviación de Reims  en Francia en 1910. Pese a ser los primeros aviones del imperio Ruso, no recibieron atención alguna de la prensa nacional más que una aparición en los periódicos de Kiev.

## Historia
En la segunda mitad de 1910, Kudashev terminó de trabajar en la creación que había estado ideando desde hacía un año. El "Kudashev-1" era un biplano sencillo, de apariencia similar a los primeros aeroplanos de los Hermanos Wright o del propio Glenn Curtiss. El 23 de mayo de 1910, el avión fue transportado desde el cuerpo químico al Hipódromo Syretsky. Fue aquí donde, en presencia de un gran número de reporteros de los periódicos de Kiev así como de numerosos miembros de la Sociedad de Aeronáutica de Kiev, Alexander Kudashev realizó el primer vuelo en un avión de su propio diseño.
Aunque este vuelo fue corto y duró solo unas pocas decenas de metros, fue el primer vuelo realizado en Rusia sobre un avión diseñado en el mismo territorio. Todos los periódicos de Kiev escribieron sobre este evento y Aeronautical Bulletin presentó un informe detallado de este, lo que permitió hablar del Príncipe Kudashev como el primer aviador nacional. Vale la pena señalar que justo después del despegue de Kudashev, otros dos aviones tomaron vuelo desde el mismo Hipódromo. Luego de esto Sikorsky realizó un vuelo en un avión BiS-2 el 3 de junio de 1910, y el 6 de junio cerca de San Petersburgo, en Gatchina, en un biplano de la estructura M. Gakkel despega un avión VF Bulgakov. 
Según la información disponible, "Kudashev-1" se elevó en el aire sólo 4 veces. Desafortunadamente, al realizar el siguiente vuelo, el dispositivo voló sobre la cerca y resultó gravemente dañado. En el otoño de 1910, el príncipe completó la construcción de su nuevo avión Kudashev-2. El nuevo biplano tenía su característica armadura de madera barnizada. Según el conocido investigador de historia de la aviación y diseñador de aviones VB. Shavrov. En este caso, el diseño estructural del Kudashev se convirtió en un ejemplo para algunos diseñadores aeronauticos, mientras que los franceses lo tomaron prestado casi de inmediato, que lo usaron en su avión Dederdussen. Desafortunadamente, el segundo biplano de Kudashev no duró mucho. En otoño del mismo año, durante el vuelo nocturno, el avión se estrelló en un accidente.